# Kano og kajak under sommer-OL 2020 – K4 500 m (damer)
Damernes 500 meter firerkajak under Sommer-OL 2020 finder sted den 6. august - 7. august 2021 på Sea Forest Waterway, der ligger i Tokyo Bay zonen.

## Medaljefordeling
| Medaljetagere                                                      | Medaljetagere                                                                           | Medaljetagere                                                                 | Medaljetagere |
| ------------------------------------------------------------------ | --------------------------------------------------------------------------------------- | ----------------------------------------------------------------------------- | ------------- |
| Guld                                                               | Sølv                                                                                    | Bronze                                                                        |               |
| Ungarn · Danuta Kozák · Tamara Csipes · Anna Kárász · Dóra Bodonyi | Hviderusland · Marharyta Makhneva · Nadzeya Papok · Volha Khudzenka · Maryna Litvinchuk | Polen · Karolina Naja · Anna Puławska · Justyna Iskrzycka · Helena Wiśniewska |               |

## Format
Konkurrencen bliver indledt med to indledende heats. De to bedste fra hvert heat går til finalen, mens de øvrige mødes i én semifinale. Her går de fire bedste også videre til finalen.

## Kvalifikation
Hver NOC kan kvalificere én båd i klassen.
| Kvalifikation              | Dato                  | Vært   | Pladser | Kvalificeret |
| -------------------------- | --------------------- | ------ | ------- | --- |
| 2019 ICF Verdensmesterskab | 21. – 25. august 2019 | Ungarn | 10      | Ungarn · Hviderusland · Polen · New Zealand · Frankrig · Tyskland · Australien · Ukraine · Ruslands Olympiske Komité · Kina · Danmark · Canada |
| Total                      |                       |        | 10      | |

## Tidsplan
Nedenstående tabel viser tidsplanen for afvikling af konkurrencen:
| Dato      | Tid   | Runde      |
| --------- | ----- | ---------- |
| 7. august | 10:14 | Heat 1     |
| 7. august | 10:21 | Heat 2     |
| 8. august | 10:11 | Semifinale |
| 8. august | 11:50 | Finale     |

## Resultater

### Heat 1
| Placering | Atlet | Nation | Tid | Note |
| --------- | ----- | ------ | --- | ---- |
| 1         |       |        |     |      |
| 2         |       |        |     |      |
| 3         |       |        |     |      |
| 4         |       |        |     |      |
| 5         |       |        |     |      |

### Heat 2
| Placering | Atlet | Nation | Tid | Note |
| --------- | ----- | ------ | --- | ---- |
| 1         |       |        |     |      |
| 2         |       |        |     |      |
| 3         |       |        |     |      |
| 4         |       |        |     |      |
| 5         |       |        |     |      |

### Semifinale
| Placering | Atlet | Nation | Tid | Note |
| --------- | ----- | ------ | --- | ---- |
| 1         |       |        |     |      |
| 2         |       |        |     |      |
| 3         |       |        |     |      |
| 4         |       |        |     |      |
| 5         |       |        |     |      |
| 6         |       |        |     |      |

### Finale
| Placering | Atlet | Nation | Tid | Note |
| --------- | ----- | ------ | --- | ---- |
| Guld      |       |        |     |      |
| Sølv      |       |        |     |      |
| Bronze    |       |        |     |      |
| 4         |       |        |     |      |
| 5         |       |        |     |      |
| 6         |       |        |     |      |
| 7         |       |        |     |      |
| 8         |       |        |     |      |